# Enrico Francisci
Enrico Francisci, italijanski general, * 1884, † 1943.